# Test the Nation
Test the Nation ist eine deutsche Wissensshow-Reihe, die 2022 bei RTL ausgestrahlt und von Sonja Zietlow moderiert wurde. Sie gilt als Neuauflage der bereits von 2001 bis 2004 produzierten Show Der große IQ-Test, wobei neu je nach Test eines entsprechenden Wissensgebietes jede Ausgabe der Show einen eigenen Titel trägt.
Die erste Ausgabe wurde am 13. Juni 2022 unter dem Titel Der große IQ-Test live ausgestrahlt. Weitere bereits produzierte Folgen unter den Titeln Der große TV-Test und Der große Deutsch-Test wurden am 16. Juli bzw. 6. August 2022 ausgestrahlt.

## Konzept
In jeder Folge messen sich sechs prominente Kandidaten in einem Test, der aus Wissensfragen besteht. Jede Frage, zu der es jeweils vier Antwortmöglichkeiten gibt, muss innerhalb weniger Sekunden beantwortet werden. Das Studiopublikum, welches in fünf Blöcke aufgeteilt ist und einen bestimmten Teil der Nation, wie einen Berufsstand oder eine Altersgruppe repräsentiert, nimmt ebenfalls am Test teil. Bei einem Sieg gewinnt jede Person aus dem entsprechenden Block 500 Euro.
Moderatorin Sonja Zietlow erhält zu jeder Ausgabe als Unterstützung einen wechselnden, zur jeweiligen Show passenden Co-Moderatoren. Bei Der große IQ-Test und Der große Deutsch-Test moderierte Wigald Boning an Zietlows Seite, bei Der große TV-Test war dies Michael Mittermeier.

## Episoden
| Folge | Datum          | Titel                  | Co-Moderation       | prominente Kandidaten | prominente Kandidaten | prominente Kandidaten | prominente Kandidaten | prominente Kandidaten | prominente Kandidaten |
| ----- | -------------- | ---------------------- | ------------------- | --------------------- | --------------------- | --------------------- | --------------------- | --------------------- | --------------------- |
| 1     | 13. Juni 2022  | Der große IQ-Test      | Wigald Boning       | Johannes Wimmer       | Janin Ullmann         | Filip Pavlović        | Arabella Kiesbauer    | Axel Stein            | Frauke Ludowig        |
| 2     | 16. Juli 2022  | Der große TV-Test      | Michael Mittermeier | Sarah Mangione        | Lutz van der Horst    | Steven Gätjen         | Wotan Wilke Möhring   | Harry Wijnvoord       | Verona Pooth          |
| 3     | 6. August 2022 | Der große Deutsch-Test | Wigald Boning       | Eko Fresh             | Andrea Sawatzki       | Uwe Ochsenknecht      | Laura Karasek         | Till Reiners          | Evelyn Burdecki       |

1 Der Gewinner innerhalb der sechs Prominenten ist fett geschrieben

## Einschaltquoten
| Ausgabe | Datum         | Zuschauer | Zuschauer       | Marktanteil | Marktanteil     | Quelle      |
| Ausgabe | Datum         | Gesamt    | 14 bis 49 Jahre | Gesamt      | 14 bis 49 Jahre | Quelle      |
| ------- | ------------- | --------- | --------------- | ----------- | --------------- | ----------- |
| 1       | 13. Juni 2022 | 1,93 Mio. | 0,68 Mio.       | 9,7 %       | 14,9 %          | [ 1 ] [ 2 ] |
| 2       | 16. Juli 2022 | 1,30 Mio. | 0,38 Mio.       | 6,4 %       | 9,2 %           | [ 3 ] [ 4 ] |
| 3       | 6. Aug. 2022  | 1,38 Mio. | 0,44 Mio.       | 6,8 %       | 10,9 %          | [ 5 ] [ 6 ] |